# 阿衣木沙·托合塔洪
阿衣木沙·托合塔洪（？—），女，柯尔克孜族，中华人民共和国政治人物。现任乌恰县政协副主席。第十四届全国政协委员。